# Halimutin
Halimutin ist ein osttimoresischer Ort im Suco Lontas (Verwaltungsamt Lolotoe, Gemeinde Bobonaro). Der kleine Weiler liegt an der Nordgrenze der Aldeia Tasmil, auf einer Meereshöhe von 1114 m. Westlich erhebt sich der Luhito (1691 m). Eine Überlandstraße verbindet Halimutin mit Ozo, dem Hauptort des Sucos im Süden und dem Dorf Butuc im Norden.